# Liste der Abgeordneten zum Landtag von Niederösterreich (I. Gesetzgebungsperiode)
Diese Liste der Abgeordneten zum Landtag von Niederösterreich (I. Gesetzgebungsperiode) listet alle Abgeordneten des Landtags von Niederösterreich während der I. Gesetzgebungsperiode auf, wobei die Gesetzgebungsperiode vom 11. Mai 1921 bis zum 20. Mai 1927 reichte. Nach den Landtagswahlen vom 24. April 1921 entfielen 32 der 60 Mandate auf die Christlichsoziale Partei (CS), 22 Mandate auf die Sozialdemokratische Arbeiterpartei (SDAP) und 6 Mandate auf Großdeutsche Volkspartei (GVDP). Die Abgeordneten Gasselich und Koppensteiner der GVDP waren jedoch ab 1923 dem Landbund verpflichtet. 15 der Mandatare entfielen dabei auf den Wahlkreis I (Viertel oberm Wienerwald), 19 Mandate auf den Wahlkreis II (Viertel unterm Wienerwald), 12 Mandate auf den Wahlkreis III (Viertel oberm Manhartsberg) und 14 Mandate auf den Wahlkreis IV (Viertel unterm Manhartsberg).
| Name                      | Fraktion      | Anmerkungen                                                                     |
| ------------------------- | ------------- | ------------------------------------------------------------------------------- |
| Barsch Leopold            | CS            | angelobt am 28. Dezember 1922 für Johann Mayer                                  |
| Beirer Rudolf             | CS            |                                                                                 |
| Bichler Karl              | CS            |                                                                                 |
| Bilkovsky Josef           | SDAP          | angelobt am 24. März 1926 für Paul Johannes Schlesinger                         |
| Birbaumer Rudolf          | GDVP          | bis 8. Juni 1921, legte sein Mandat zugunsten von Viktor Reich zurück           |
| Christoph Franz           | SDAP          |                                                                                 |
| Czermak Emmerich          | CS            |                                                                                 |
| Dangl Johann              | CS            |                                                                                 |
| Dittelbach Franz          | SDAP          | angelobt am 14. September 1922 für Karl Renner                                  |
| Duda Adolf                | SDAP          | bis 24. März 1926                                                               |
| Fischer Alois             | CS            |                                                                                 |
| Fischer Julius            | SDAP          | angelobt am 7. Oktober 1926 für Ferdinand Gerdinitsch                           |
| Gallent Franz             | SDAP          | angelobt am 14. September 1922 für Hans Morawitz                                |
| Gasselich Anton           | GDVP          |                                                                                 |
| Gassner Josef             | SDAP          |                                                                                 |
| Gerdinitsch Ferdinand     | SDAP          | verstorben im August 1926                                                       |
| Göstl Matthias            | CS            |                                                                                 |
| Graf Kathi                | SDAP          |                                                                                 |
| Haberl Johann             | CS            |                                                                                 |
| Handler Hermann           | CS            | ab 10. November 1926 für Mauritius Klieber                                      |
| Häuser Robert             | SDAP          | verstorben am 23. Juli 1926                                                     |
| Hautz Pauline             | SDAP          |                                                                                 |
| Helmer Oskar              | SDAP          |                                                                                 |
| Hess Josef Anton          | CS            |                                                                                 |
| Hess Hans                 | CS            | angelobt am 19. Mai 1926 für Ludwig Wagner                                      |
| Hiez Johann               | CS            |                                                                                 |
| Höller Hans               | CS            |                                                                                 |
| Holzer Anna               | CS            |                                                                                 |
| Jax Anton                 | CS            |                                                                                 |
| Jedek Karl                | CS            |                                                                                 |
| Jukel Carl                | CS            |                                                                                 |
| Karpfinger Andreas        | CS            | verstorben im November 1926                                                     |
| Klieber Mauritius         | CS            | angelobt am 8. April 1924 für August Ségur, Mandatsverzicht am 5. November 1926 |
| Knottek Wilhelm           | SDAP          |                                                                                 |
| Koppensteiner Josef       | GDVP/Landbund |                                                                                 |
| Kraichel Maria            | SDAP          |                                                                                 |
| Lang Franz                | CS            | bis 27. März 1925                                                               |
| Lenz Engelbert            | CS            | angelobt am 28. März 1927 für Josef Schwarz                                     |
| Lindner Eduard            | SDAP          |                                                                                 |
| List Karl                 | CS            |                                                                                 |
| Mayer Johann              | CS            | bis 28. Dezember 1922                                                           |
| Mayrhofer Franz           | CS            | angelobt am 4. Februar 1925 für Josef Zwetzbacher                               |
| Mittermann Viktor         | GDVP/Landbund |                                                                                 |
| Morawitz Hans             | SDAP          | bis 14. September 1922                                                          |
| Müllner Hans              | SDAP          |                                                                                 |
| Ofenböck Anton            | SDAP          |                                                                                 |
| Pechall Rudolf            | GDVP          | angelobt am 10. Juni 1921 für Hans Schürff                                      |
| Petznek Leopold           | SDAP          |                                                                                 |
| Pfarrer Anton             | CS            |                                                                                 |
| Pflug Josef               | CS            |                                                                                 |
| Piechula Wilhelm          | CS            |                                                                                 |
| Prader Georg              | CS            |                                                                                 |
| Pülsl Franz               | SDAP          | angelobt am 24. März 1926 für Adolf Duda                                        |
| Reich Viktor              | GDVP          | angelobt am 14. Juni 1921 für Rudolf Birbaumer                                  |
| Reither Josef             | CS            |                                                                                 |
| Reither Hans              | SDAP          |                                                                                 |
| Renner Karl               | SDAP          | bis 14. September 1922 sein Mandat                                              |
| Rösch Eduard              | SDAP          |                                                                                 |
| Rösel Franziska           | CS            | angelobt am 3. April 1925 für Franz Lang                                        |
| Scharmitzer Leopold       | CS            |                                                                                 |
| Scherbaum Hugo            | GDVP          |                                                                                 |
| Schlesinger Paul Johannes | SDAP          | bis 24. März 1926                                                               |
| Schmatz Franz             | CS            |                                                                                 |
| Schneider Michael         | CS            |                                                                                 |
| Schnofl Hubert            | SDAP          |                                                                                 |
| Schürff Hans              | GDVP          | bis 10. Juni 1921                                                               |
| Schwarz Josef             | CS            | verstorben im März 1927                                                         |
| Sedlaczek Adolf           | SDAP          |                                                                                 |
| Ségur August              | CS            | bis 21. März 1924                                                               |
| Traunfellner Leopold      | CS            |                                                                                 |
| Wagner Ludwig             | CS            | verstorben am 30. April 1926                                                    |
| Weinhofer Leopold         | SDAP          |                                                                                 |
| Wody Karl                 | CS            |                                                                                 |
| Zehetmayer Franz          | CS            | angelobt am 29. November 1926 für Andreas Karpfinger                            |
| Zwetzbacher Josef         | CS            | bis 4. Februar 1925                                                             |